# Хаяли, Мирза Мохсун
Мирза Мохсун Хаяли (азерб. Mirzə Möhsün Xəyali; 1824, Губа, Кубинский уезд, Дербентская губерния, Российская империя — 1904, Баку, Бакинская губерния, Российская империя) — азербайджанский поэт XIX века, участник общества «Гюлистан».

## Биография
Мирза Мохсун Хаяли родился в 1824 году в Губе. Первое образование Мирза Мохсун получил от отца, с его помощью в совершенстве изучил персидский язык, а затем учился в школе муллы Али Ахунда, одного из самых влиятельных учёных своего времени. Положение поэта, не имеющего другого источника дохода, кроме преподавания, ухудшается, и он вынужден переехать в Баку. Мирза Мохсун, свободно владеющий русским языком, уволился с преподавательской деятельности и поступил в провинциальную администрацию. В этот период он также продолжал свою литературную деятельность, снискав себе известность как поэт среди современников. Мирза Мохсун Хаяли умер в 1904 году в Баку в возрасте 80 лет.

## Творчество
Неполный диван из литературного наследия Хаяли и некоторые рукописи содержат несколько стихотворений, которые также состоят из около трёхсот газелей. В его любовной лирике типичны в мотивы обид, горя и отчаяния. Бакинская среда оказала значительное влияние на творчество Мирза Мохсуна. В своих первых газелях, написанные им в годы пребывания в Баку, хотя и состоят из религиозных мотивов, но в основном светской любви. Написанные простым языком, эти газели выражают чистую и свободную любовь, жалобы на хиджру, тоску, внутреннюю печаль и обиды на неверных красавиц. Мирза Мохсун Хаяли, один из продолжателей классической поэзии, не мог, подобно ряду поэтов того времени, выйти за пределы поэзии газелей.